# Grazia Verasani
Grazia Verasani (Bologna, 8 luglio 1964) è una scrittrice e cantautrice italiana.

## Biografia
Diplomatasi all'Accademia dell'arte drammatica all'età di vent'anni, le sue prime esperienze avvengono col Teatro Stabile dell’Aquila (nel Rocambole di Ponson du Terrail per la regia di Dante Guardamagna) e col Teatro Stabile di Torino (nel musical tratto da Il Piccolo Principe per la regia di Franco Gervasio).
Dopo l'incontro con Tonino Guerra, che la incita a scrivere, nel 1987 pubblica alcuni dei suoi primi racconti grazie a Roberto Roversi, che definisce la sua scrittura "immaginifica"; altri suoi scritti appaiono invece sulle pagine de Il Manifesto, all'interno della rubrica a cura di Gianni Celati, intitolata “Narratori delle riserve”.
Nel 1991 sarà lo stesso Celati a dirigerla nel film Strada provinciale delle anime.
In quegli anni, è impegnata sia come doppiatrice che come speaker in RAI. La sua voce viene scelta per il personaggio di Elaine Marley nell'edizione italiana dei videogiochi della serie Monkey Island, e per diversi altri titoli adattati in italiano da CTO. Sua la voce fuori campo di pubblicità e film documentari. Partecipa a produzioni discografiche in veste di corista, collaborando con The Gang e, nel 1992, con Elio e le Storie Tese, cantando nella canzone Essere donna oggi. Collabora con Aeroplanitaliani, Nada, Federico Poggipollini, Paola Turci, Bobo Rondelli.
Grazia Verasani ha collaborato con giornali e riviste, fra cui D di Repubblica, Donna Moderna, Io Donna (magazine del Corriere), Il Fatto Quotidiano, oltre a La Repubblica Bologna (una rubrica fissa per sei anni nella sezione culturale).
Numerosi i racconti da lei scritti su antologie per vari editori: La Tartaruga (Italiane 2004), Manni (Mordi e fuggi), Sperling & Kupfer (Alle Signore piace il nero), Einaudi (Lavoro da morire), Fandango (Dizionario affettivo della lingua italiana), Del Vecchio, sul mensile Velvet, per Donna Moderna e nel progetto Nero perugino, insieme a Massimo Carlotto. Un suo racconto è stato pubblicato nell'antologia svedese En Forebadande drom, e un altro fa parte dell'antologia Kort Italiaans, edita dall'olandese Tweetalige Editiè.
Con la casa editrice Fernandel pubblica i romanzi L'amore è un bar sempre aperto (1999) e Fuck me mon amour (2001), unitamente alla raccolta di racconti brevi Tracce del tuo passaggio (2002). Nel 2007,  con Gianluca Morozzi e sempre per Fernandel, cura la pubblicazione dell'antologia Quote rosa. Donne, politica e società nei racconti delle ragazze italiane.
Sempre Nel 2002 viene rappresentata al Teatro Colosseo di Roma la sua piéce teatrale From Medea, con la produzione di Giorgio Albertazzi, per la regia di Pietro Bontempo.
La piéce che ha per protagoniste quattro donne ed è incentrata sulla difficile tematica dell'infanticidio, viene pubblicata da Sironi nel 2004 e si rivela un vero e proprio successo internazionale: lo spettacolo approda in Francia al Festival di Avignone nel 2006, e subito dopo in Germania e a Los Angeles, mentre in Italia torna in scena nel 2008 con la produzione del Teatro Stabile di Bologna.  Successivamente con il Teatro dell'Elfo di Milano e nel 2015 viene interpretata da Amanda Sandrelli e Elena Arvigo. 
Nel 2004 esce per la collana "Colorado Noir", edita da Mondadori e poi Oscar Mondadori, Quo vadis, baby?, romanzo dalle atmosfere per l'appunto noir, con protagonista l'investigatrice privata bolognese Giorgia Cantini, da cui il regista Gabriele Salvatores decide di trarre l'omonimo film (2005) interpretato da Angela Baraldi, scegliendo la stessa Verasani come collaboratrice alla sceneggiatura. L'esperienza si ripete tre anni dopo con l'omonima serie televisiva (2008), ideata dallo stesso Salvatores e diretta da Guido Chiesa per SKY Cinema.
Al libro e al film, pubblicati e distribuiti anche all'estero, in Francia, Germania e Russia, segue la pubblicazione per Mondadori del secondo romanzo incentrato sulle indagini di Giorgia Cantini e su un nuovo mistero al femminile, intitolato Velocemente da nessuna parte (2006), che viene tradotto e pubblicato anche in Francia e Germania.
Nel 2008 esce per Feltrinelli il romanzo Tutto il freddo che ho preso, mentre in Di tutti e di nessuno (Feltrinelli 2009) torna la detective Giorgia Cantini con una nuova storia di violenza sulle donne, in cui il tema della non accettazione della libertà sessuale femminile viene sviluppato dalla Verasani attraverso il personaggio di Franca Palmieri, già apparso nella serie televisiva Quo, Vadis Baby?. Anche questo romanzo viene tradotto e pubblicato in Francia.
Nel 2010, pubblica per Transeuropa una nuova pièce teatrale intitolata Vuoto d'aria, unitamente alla ripresa televisiva di From Medea nella rappresentazione di Bologna.
Nel 2011 From Medea le vale il premio del 64º Festival Nazionale di Arte Drammatica di Pesaro come miglior autrice e nello stesso anno la piéce diventa un film dal titolo Maternity Blues, per la regia di Fabrizio Cattani: Grazia Verasani collabora alla stesura insieme al regista, vincendo il Premio Tonino Guerra per la miglior sceneggiatura al Bif&st di Bari. Il film viene presentato con successo alla 69ª Mostra del Cinema di Venezia e vince due Globi d'oro.
Sempre per il teatro, firma un monologo sulla vita e la carriera di Luciano Pavarotti intitolato Vincerò, andato in scena nel marzo del 2011 al Teatro Valli di Reggio Emilia con la produzione di Nicoletta Mantovani, diretto e interpretato da Giuseppe Battiston, e successivamente da Giancarlo Giannini, Michele Placido, Lino Guanciale e Massimiliano Gallo.
Ancora nel 2011, Grazia Verasani rappresenta l'Italia alla Fiera del Libro di Mosca. Nell'aprile dello stesso anno, partecipa con un suo racconto al progetto Delitti di establishment, a cura di Paolo Flores D’Arcais, sulla rivista MicroMega.
Nel 2012 pubblica, per la collana Fox Crime edita da Feltrinelli, il suo quarto romanzo noir: Cosa sai della notte, in cui Giorgia Cantini è stavolta alle prese con un delicato caso di violenza a sfondo omofobico.
Tutti i romanzi con protagonista la detective Cantini sono stati ristampati fra i Tascabili Feltrinelli che si aggiudica tutta la serie.
Il 6 settembre del 2013, la sua opera Vincerò viene interpretata da Michele Placido nella piazza grande di Modena. Nello stesso anno esce per Gallucci la raccolta Accordi minori: una serie di ritratti in forma di monologo, dedicati ad artisti come Amy Winehouse, Kurt Cobain, Jeff Buckley, Janis Joplin, Mia Martini, Dalida, Tenco, Umberto Bindi  e altri, tutte figure di estrema umanità legate dal fil rouge di un'esistenza spesso breve e assai tormentata, che il loro straordinario legame con la musica ha però reso immortale.
Nell'estate dello stesso anno è tra i dieci scrittori italiani protagonisti della trasmissione televisiva Visionari (Rai 5).
Nel marzo del 2014, la scrittrice soggiorna negli Stati Uniti, dove tiene una serie di conferenze sul noir europeo presso l'Arizona State University.
Successivamente, nell'autunno del 2014, esce un nuovo romanzo dal titolo Mare d'inverno: una storia di amicizia al femminile (Giunti editore).
Nel settembre 2015 esce per Feltrinelli Senza ragione apparente, 5º romanzo noir della serie con protagonista la detective Giorgia Cantini, che ottiene la menzione speciale al Premio Scerbanenco 2015.
Il 7 settembre 2016 esce un nuovo romanzo dal titolo Lettera a Dina, edito da Giunti (Finalista Premio Rapallo e Premio Maria Teresa Di Lascia). 
Nel 2016 la Verasani ha scritto Bo Bohème, diretto da Andrea Adriatico all'interno del progetto Bologna, 900 e duemila, dedicato ai 900 anni del Comune di Bologna, e allestito al Giardino del Guasto di Bologna. Sempre per i Teatri di Vita e il regista Andrea Adriatico, scrive la drammaturgia dello spettacolo "Chiedi chi era Francesco" incentrato sui fatti del '77 bolognese e lo studente Francesco Lorusso.
A ottobre 2017 Vincerò viene rappresentato con successo a Bucarest, e sempre in occasione del decennale della morte del tenore, il testo viene interpretato dall'attore Lino Guanciale alla Cava del Sole di Matera. A ottobre 2017 esce il cd Anime storte del cantautore livornese Bobo Rondelli, con la collaborazione ai testi di Grazia Verasani.
Il 21 settembre 2017 è uscito il romanzo La vita com'èper La Nave di Teseo. La vita com'è è stato presentato a Bologna il 26 settembre 2017 alle Librerie Coop ex Ambasciatori con l'intervento del maestro Ezio Bosso.
Nel 2019 esce il film Gli anni amari di cui è sceneggiatrice insieme a Stefano Casi e al regista Andrea Adriatico, sulla vita di Mario Mieli.
Il 25 giugno 2020 Marsilio pubblica il romanzo Come la pioggia sul cellofan, sesto libro con l'investigatrice Giorgia Cantini. Escono per Feltrinelli Tascabili con una nuova veste anche i primi tre romanzi della serie.
Nel maggio 2021 esce per Marsilio Non ho molto tempo, memoir dedicato all'amico Ezio Bosso.
Nel settembre 2021 va in onda su Rai 5 la docufiction "Amati fantasmi" da lei sceneggiata sul mondo del teatro, per la regia di Riccardo Marchesini.
Nel luglio 2022 Rizzoli pubblica l'antologia "Le Invisibili" con il suo racconto "Do ut des".
All'inizio del 2023 esce per Oligo il saggio "Solitudini del XXI secolo".
Nel febbraio 2023 esce su Audible prodotto da Choramedia il podcast "Babylon Dahlia" da lei scritto e interpretato.
Sempre nel 2023 firma la sceneggiatura del film di Andrea Adriatico "La solitudine è questa", dedicato a Pier Vittorio Tondelli.
Nel giugno 2023 è la prima autrice a ricevere il Premio intitolato a Attilio Veraldi.
Il 28 maggio 2024 esce per Marsilio il suo romanzo "Hotel Madridda". (Proposto da Enrico Deaglio per il Premio Strega e candidato al Premio Dolores Prato)
Insegna alla Scuola Holden di Alessandro Baricco nell'estate 2024.
Cura la Rassegna Bo-Noir e PiaNoir dedicata alla letteratura di genere e al true crime.
Il 4 marzo 2025 esce per Marsilio il suo 7° romanzo noir con l'investigatrice privata Giorgia Cantini dal titolo "Iris di Marzo".

## Attività di cantautrice
Nel 1995 la Verasani vince il Premio Recanati col brano Devi morire e questo le offre la possibilità di pubblicare su etichetta Musicultura (BMG), il suo primo album, intitolato Nata mai (1996): nel disco, interamente composto da canzoni sue, testi e musiche, sono presenti, fra gli altri, Nel sangue, Dentro, Con le mani potrei, e la stessa Nata mai.
Nel 1997 partecipa come supporter al tour dei Jethro Tull, mentre l'anno dopo è presente come autrice nell'album Via Zamboni 59 di Federico Poggipollini, al suo esordio da solista. Nel 2000 torna come ospite al Premio Recanati, dove duetta con Nada.
Successivamente, decide di lasciare l'attività musicale e proseguire con la carriera di scrittrice.
Soltanto nel 2010, dopo aver scritto per artiste come Paola Turci ("Odiarti e amarti così") e Silvia Mezzanotte ("Silvia che freddo"), Grazia Verasani torna in musica con un nuovo album intitolato Sotto un cielo blu diluvio.
Il disco, da lei stessa interamente scritto e composto, contiene brani come Immobile, Alberghi sul mare, Amsterdam, E.. In allegato al disco, esce anche un mini-racconto di venti pagine (Cinque donne facili), dove la Verasani inventa e ritrae cinque personaggi al femminile attraverso la tematica musicale.

## Discografia

### Album
- 1996 – Nata mai (BMG)
- 2010 – Sotto un cielo blu diluvio (NDA Press)

### Partecipazioni a compilation
- 1995 – Donne italiane (CGD), con Latte di cocco
- 1998 – Anima Latina (Irma Records), con Il nostro caro angelo di Mogol/Battisti

## Opere letterarie

### Serie dell'investigatrice Giorgia Cantini
- Quo vadis, baby?, Oscar, Arnoldo Mondadori Editore, 2004.
- Velocemente da nessuna parte, Feltrinelli, 2006.
- Di tutti e di nessuno, Kowalski/Feltrinelli, 2009, ISBN 9788874966820.
- Cosa sai della notte, collana Foxcrime, Feltrinelli, 2012, ISBN 978-88-07-01912-8.
- Senza ragione apparente, Feltrinelli, 2015.
- Come la pioggia sul cellofan, Marsilio, 2020, ISBN 9788829705788.
- Iris di marzo, Marsilio, 2025, ISBN 9788829720521.

### Altre opere
- L'amore è un bar sempre aperto, Fernandel, 1999.
- Fuck me mon amour, Fernandel, 2001.
- Tracce del tuo passaggio, Fernandel, 2002.
- From Medea, Sironi, 2004.
- Tutto il freddo che ho preso, Feltrinelli, 2008.
- Vuoto d'aria, collana inaudita, Transeuropa, 2010, ISBN 978-88-7580-100-7.
- Accordi minori, Gallucci, 2013.
- Mare d'inverno, Giunti Narrativa, Collana Italiana, 2014.
- Lettera a Dina, Firenze, Giunti, 2016.
- La Vita com'è, La Nave di Teseo, 2017.
- Non ho molto tempo, Marsilio, 2021.
- Do ut des, racconto in Le Invisibili, Rizzoli, 2022.
- Solitudini del XXI secolo, Oligo, 2023.
- Bo Bohème, in Bologna 900 e duemila, Pendragon, 2023.
- Hotel Madridda, Marsilio, 2024.

## Doppiaggio

### Videogiochi
- Maureen Corley in Full Throttle[6]
- Elaine Marley in La maledizione di Monkey Island[7] e Fuga da Monkey Island[8]
- Annunciatrice in Theme Hospital[9]
- Atlanta in Herc's Adventures[10]
- Alicia Slezak, Alfred il tordo e Carol Jones in Alfred Hitchcock: The Final Cut[11]
- Mercante di colori e Fiore di pietra in Aztec: Maledizione nel cuore della città d'oro[12]
- Nemisme in Dragon Lore II: Il cuore del dragone[13]
- Taverniera e Vedova in Egypt 1156 a.C.: l'enigma della tomba reale[14]
- Mercante #2 in Egypt II: La Profezia di Heliopolis[15]
- Lily & Jody Whittle e Madre di Giselle in Faust - I 7 giochi dell'anima[16]
- Olivia Ofrenda in Grim Fandango[17]
- Dr. Elizabeth Cross in Dead Space (Remake)[18]